# Worldclass MTB Challenge
Die Worldclass MTB Challenge (kurz WOMC) war ein seit 2004, jährlich in Offenburg stattfindendes Mountainbike-Rennen der Kategorie Radmarathon. Die letzte Veranstaltung in Offenburg fand 2011 statt. Mit über 2000 Teilnehmern zählte dieses Rennen zu den bedeutendsten in Deutschland.

## Beschreibung
Das Rennen wurde von 2004 bis 2011 von Jörg Scheiderbauer veranstaltet und es wurden insgesamt fünf unterschiedliche Strecken angeboten
Für die große Strecke The Ultimate Pro gab es von 2004 bis 2008 eine separate Wertung für Profis bzw. Lizenzfahrer, an der viele internationale Profifahrer teilnehmen (siehe Siegerliste).
Das Executiv Komitee der Union Cycliste Internationale (UCI) hat sich erneut für Offenburg als Ausrichter des Mountainbike Worldcups in Deutschland entschieden. Im Rahmen der Worldclass MTB Challenge fand deshalb am 26. und 27. April 2008 eines von weltweit sechs offiziellen Rennen zum Nissan UCI Mountain Bike World Cup in der olympischen Disziplin Cross Country (OX) in Offenburg statt.

## Siegerliste
| Jahr | Strecke            | Damen                            | Herren                          |
| ---- | ------------------ | -------------------------------- | ------------------------------- |
| 2011 | Elite (84 km)      | 1. Esther Süss -4-               | 1. Thomas Stoll                 |
| 2011 |                    | 2. Jane Nüssli (Schweiz)         | 2. Tim Böhme (Deutschland)      |
| 2011 |                    | 3. Annette Griner (Deutschland)  | 3. Urs Huber (Schweiz)          |
| 2010 | Elite (84 km)      | 1. Esther Süss -3-               | 1. Alexandre Moos               |
| 2010 |                    | 2. Jane Nüssli (Schweiz)         | 2. Urs Huber (Schweiz)          |
| 2010 |                    | 3. Fabienne Heinzmann (Schweiz)  | 3. Thomas Zahnd (Schweiz)       |
| 2009 | Elite (84 km)      | 1. Esther Süss -2-               | 1. Urs Huber                    |
| 2009 |                    | 2. Antonia Wipfli (Schweiz)      | 2. Thomas Zahnd (Schweiz)       |
| 2009 |                    | 3. Fabienne Heinzmann (Schweiz)  | 3. Alexandre Moos (Schweiz)     |
| 2008 | The Ultimate (pro) | 1. Dolores Rupp                  | 1. Sandro Spaeth -2-            |
| 2008 |                    | 2. Fabienne Heinzmann (Schweiz)  | 2. Ramses Bekkenk (Niederlande) |
| 2008 |                    | 3. Annette Griner (Deutschland)  | 3. Thomas Zhand (Schweiz)       |
| 2007 | The Ultimate (pro) | 1. Anna Enocsson                 | 1. Sandro Spaeth                |
| 2007 |                    | 2. Adelheid Morath (Deutschland) | 2. Thomas Stoll (Schweiz)       |
| 2007 |                    | 3. Danièle Troesch (Frankreich)  | 3. Peter Roman (Schweiz)        |
| 2006 | The Ultimate (pro) | 1. Esther Süss                   | 1. Andreas Dilger               |
| 2006 |                    | 2. Gabi Stanger (Deutschland)    | 2. Frederic Frech (Frankreich)  |
| 2006 |                    | 3. Renata Bucher (Schweiz)       | 3. Thomas Spichtig (Schweiz)    |
| 2005 | The Ultimate (pro) | 1. Daniela Louis -2-             | 1. Thomas Nicke                 |
| 2005 |                    | 2. Esther Süss (Schweiz)         | 2. Martin Kraler (Österreich)   |
| 2005 |                    | 3. Birgit Jüngst (Deutschland)   | 3. Sandro Spaeth (Schweiz)      |
| 2004 | The Ultimate (pro) | 1. Daniela Louis                 | 1. Alban Lakata                 |
| 2004 |                    | 2. Andrea Huser (Schweiz)        | 2. Sandro Spaeth (Schweiz)      |
| 2004 |                    | 3. Gabi Stanger (Deutschland)    | 3. Karl Platt (Deutschland)     |